# Cathédrale du Sacré-Cœur-de-Jésus de Dali
La cathédrale du Sacré-Cœur-de-Jésus de Dali (chinois : 耶稣圣心主教座堂 ; pinyin : Yēsū shèng xīn zhǔjiào zuò táng), ou église catholique de Dali (大理天主教堂, dàlǐ tiānzhǔjiào táng) est un édifice catholique et le siège du Diocèse de Dali. Elle est située à Dali, dans la province du Yunnan, en République populaire de Chine.
Construite en 1927 par les Prêtres du Sacré Cœur de Jésus de Bétharram pendant la République de Chine (1912-1949) à l'initiative de Pierre Erdozaincy Etchard, elle eut comme premier évêque Lucien Bernard Lacoste. Aujourd'hui, le poste est vacant. Elle est inscrite sur la huitième liste des sites historiques et culturels majeurs protégés au niveau national depuis le 16 octobre 2019, sous le numéro de catalogue, 8-716.

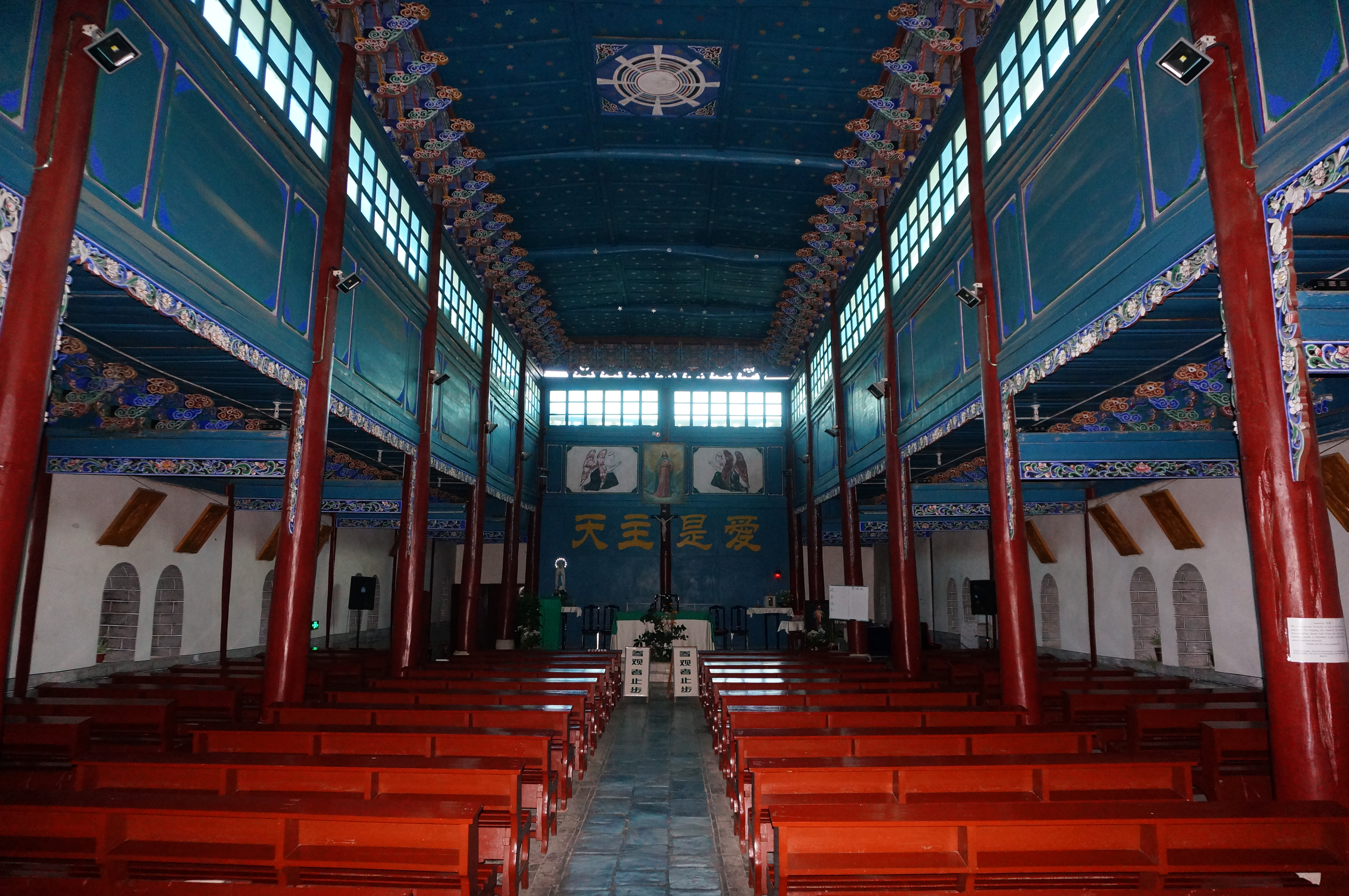
intérieur de l'église
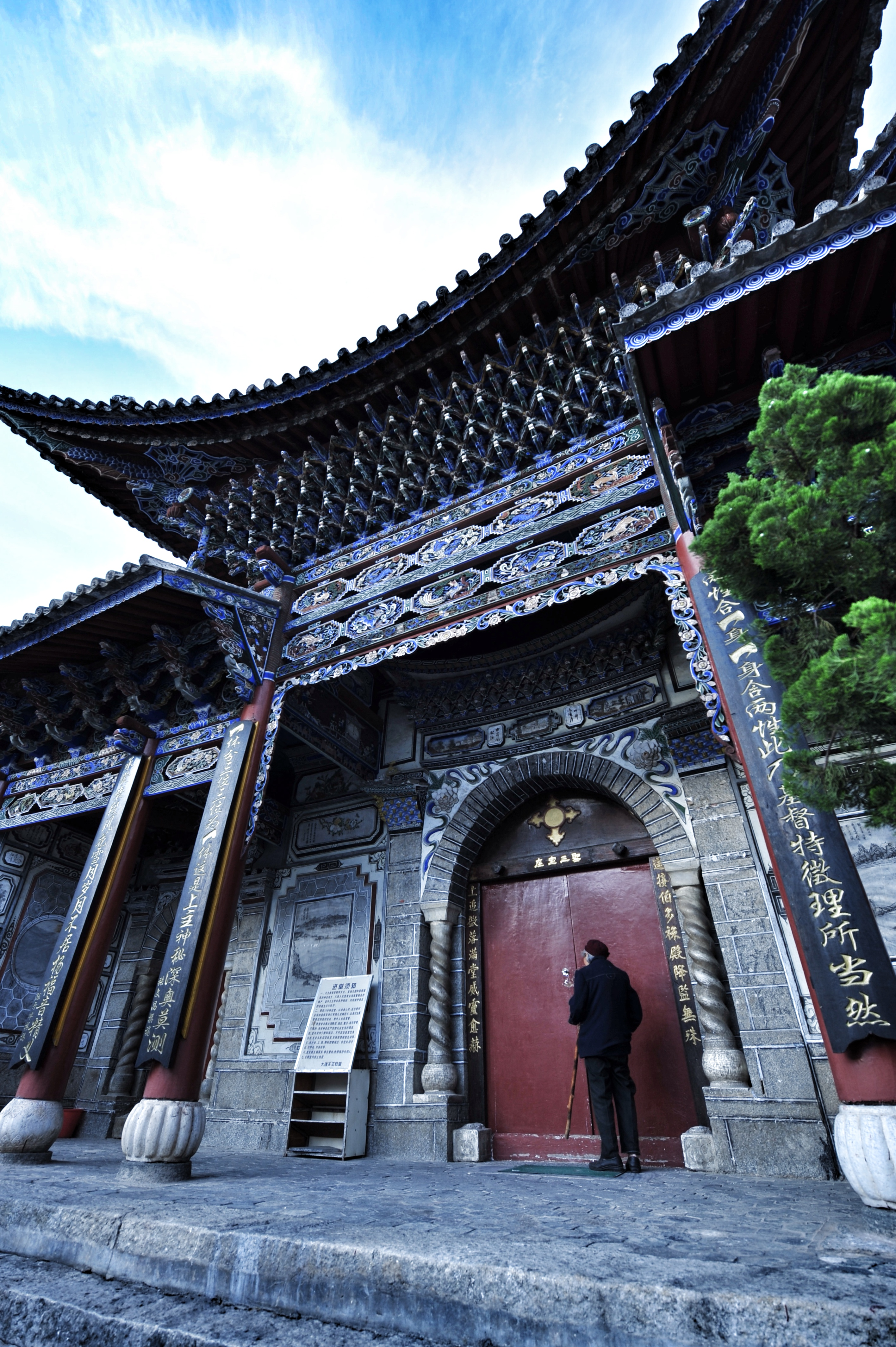
Porte principale
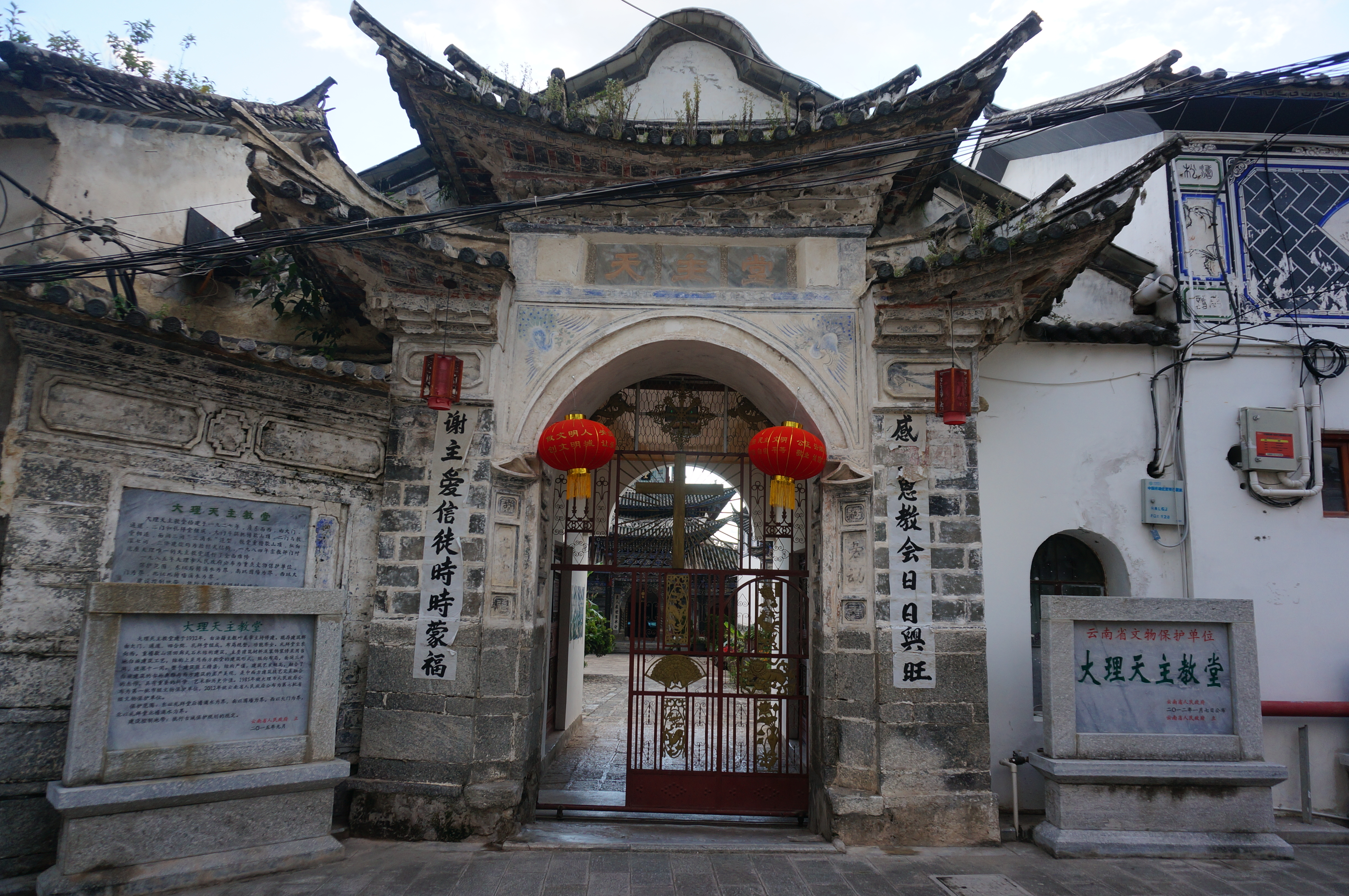
porte ouest
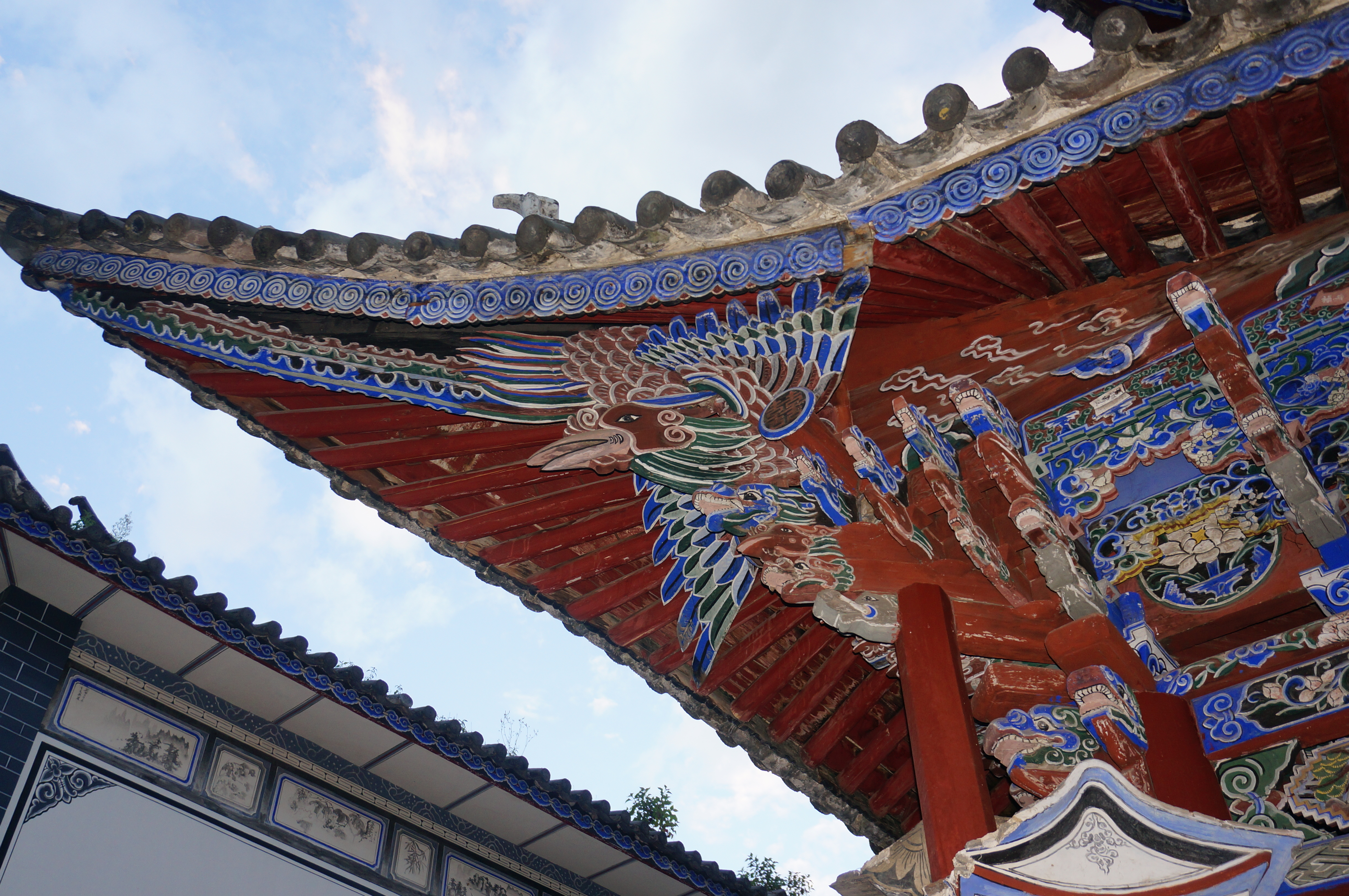
décoration de la toiture